# Неформальна помилка
Неформальні помилки — це тип некоректних аргументів природною мовою. Джерелом помилки є не лише форма аргументу, як у випадку з формальними помилками, але й їхній зміст і контекст. Такі аргументи, незважаючи на те, що вони невірні, зазвичай здаються правильними і таким чином можуть спокусити людей прийняти та використовувати їх. Ці оманливі видимості часто пов'язані з різними аспектами природної мови, такими як неоднозначні чи нечіткі вирази або припущення неявних засновків замість того, щоб зробити їх явними.
Традиційно було виявлено велику кількість неформальних помилок, включаючи помилку двозначності, помилку амфіболії, помилку композиції та поділу, помилкову дилему, помилку просування запитання, помилку ad hominem та звернення до незнання. Немає загальної згоди щодо того, як групувати різні помилки в категорії. Один із підходів, який іноді зустрічається в літературі, полягає в тому, щоб розрізнити помилки двозначності, які ґрунтуються на неоднозначній або розпливчастій мові, помилки презумпції, які містять хибні або необгрунтовані засновки, та помилки релевантності, в яких засновки не мають відношення до висновку, незважаючи що здається протилежне.
Традиційний підхід до помилок отримав багато критики в сучасній філософії. Ця критика часто базується на аргументі, що передбачувані помилки взагалі не є помилками або, принаймні, не в усіх випадках. Щоб подолати цю проблему, були запропоновані альтернативні підходи до осмислення аргументів і помилок. До них відноситься діалогічний підхід, який розглядає аргументи як кроки в діалозі-грі, спрямованій на раціональне переконання іншої особи. Ця гра регулюється різними правилами. Помилки визначаються як порушення правил діалогу, які перешкоджають прогресу діалогу. Епістемічний підхід становить іншу структуру. Його основна ідея полягає в тому, що аргументи відіграють епістемічну роль: вони спрямовані на розширення наших знань, забезпечуючи міст від уже обґрунтованих переконань до ще не обґрунтованих переконань. Помилки — це аргументи, які не досягають цієї мети через порушення правила епістемічного обґрунтування. У байєсівському підході епістемічні норми задані законами ймовірності, які мають відслідковувати ступені нашої довіри.
Вивчення помилок має на меті надати пояснення для оцінки та критики аргументів. Це передбачає як опис того, що становить аргумент, так і нормативний опис того, які аргументи хороші чи погані. У філософії помилки зазвичай розглядаються як форма поганого аргументу, і як такі обговорюються в цій статті. Інша концепція, більш поширена в ненауковому дискурсі, розглядає помилки не як аргументи, а радше як помилкові, але популярні переконання.

## Традиційна класифікація
Неформальні помилки є формою неправильних аргументів природною мовою. Аргумент — це серія пропозицій, які називаються засновками, разом із ще однією пропозицією, яка називається висновком. Засновки правильних аргументів пропонують або дедуктивну, або відкриту для обґрунтованого заперечення підтримку для висновку. Джерело помилки в неправильних аргументах може бути у формі, вмісті або контексті аргументу. Якщо помилка пов'язана лише з формою, це вважається формальною помилкою. Неформальні помилки також можуть включати формальні помилки, але вони передусім включають помилки на рівні змісту та контексту. Неформальні помилки виражаються природною мовою. Це приносить із собою різноманітні труднощі, з якими не стикаються під час вивчення формальних помилок, як-от неоднозначні терміни, розпливчасті вирази або засновки, які припускаються неявно, а не висловлюються явно. Традиційно було перераховано велику кількість неформальних помилок, включаючи помилку двозначності, помилку амфіболії, помилку композиції та поділу, помилкову дилему, помилку просування запитання, помилку ad hominem або звернення до незнання. Традиційний підхід намагається пояснити ці помилки за допомогою концепцій і тез, розглянутих у цьому розділі.

### Аргументи та помилки
Лише аргументи можуть скласти помилку. Різноманітні некоректні вирази не вважаються помилковими аргументами, оскільки у них не було наведено аргументів, наприклад, тому що не було наведено жодних причин або не було зроблено жодного твердження. Основна ідея аргументів полягає в тому, що засновки підтверджують висновок або що висновок випливає з засновків. Дедуктивно достовірні аргументи пропонують найсильнішу форму підтримки: для них неможливо, щоб висновок був хибним, якщо всі засновки істинні. Засновки в недедуктивних аргументах пропонують певний ступінь підтвердження висновку, але їх можна спростувати: можливо, що всі засновки будуть істинними, а висновок — хибним. Спростовні аргументи все ще можуть бути раціонально переконливими, незважаючи на те, що вони ненадійні. Тому вони автоматично не є помилковими. Засновки аргументу можна розглядати як основу, на якій будується висновок. Відповідно до цієї аналогії, дві речі можуть піти не так і перетворити аргумент на помилковий. Можливо, основа є хиткою. Але навіть міцна основа не є корисною, якщо вона не забезпечує підтвердження висновку, про який йде мова.
Традиційно помилки визначаються трьома необхідними умовами: «помилка (i) є аргументом, (ii) недійсним і (iii) здається дійсним». Це визначення охоплює лише формальну помилку, оскільки воно має дедуктивну недійсність як необхідну умову. Але його можна легко модифікувати, щоб включити неформальну помилку, замінивши цю умову більш загальним терміном, таким як логічна слабкість або неправильне міркування. Останнє речення містить психологічний елемент у відношенні до того, як аргумент виглядає для сперечальника. Це положення використовується для того, щоб відрізнити справжні помилки від простих помилок у міркуванні, наприклад, через необережність. Ідея полягає в тому, що помилки мають привабливий елемент, який виходить за рамки простої недбалості, спокушаючи нас зробити помилку, тим самим пояснюючи, чому вони вчинені в першу чергу. Деякі філософи відкидають таке звернення до видимості, тому що посилання на психологію різними способами ускладнило б дослідження. Одна проблема полягає в тому, що те, як виглядає аргумент, у різних людей різне. Ця проблема також залучає соціальні науки, щоб визначити, до якої контрольної групи людей звернутися для визначення помилок. Було припущено, що за своєю суттю дослідження помилок стосується нормативних аспектів аргументів, а не їхньої переконливої сили, яка натомість вивчається емпіричною психологією.

### Форма, зміст і контекст
Джерело помилки в неправильних аргументах може лежати у формі, вмісті чи контексті аргументу. Форма або структура аргументу також називається «правилом висновування». Найвідомішим правилом логічного висновку є modus ponens, яке стверджує, що заданий засновок у формі "Якщо p, то q " і у іншій формі «p», то висновком є «q». Правила висновків є формальними, оскільки вони залежать лише від структури або синтаксису засновків, а не від їх змісту. Отже, аргумент, заснований на modus ponens, дійсний незалежно від того, який вміст засновку використовується для «p» і «q».
Зміст аргументу виявляється на рівні його положень: це те, що в них виражено. Джерело багатьох неформальних помилок знаходиться в хибному засновку. Наприклад, хибна дилема — це помилка, заснована на хибному диз'юнктивному твердженні, яке надмірно спрощує реальність, виключаючи життєздатні альтернативи.
Контекст аргументу стосується ситуації, в якій він використовується. Залежно від контексту він може виконувати різні ролі. Один із способів вважати аргумент помилковим — це невиконання тієї ролі, яку він мав виконувати. Наприклад, помилка «опудало» полягає в тому, що опоненту неточно приписують слабку позицію, а потім спростують цю позицію. Сам аргумент може бути достовірним у тому, що спростування протилежної позиції дійсно є успішним. Помилка виявляється на рівні контексту, оскільки опонент не займає цю позицію. Ця залежність від контексту означає, що той самий аргумент може бути успішним в іншому контексті: проти опонента, який фактично займає позицію опудала.

### Природна мова та контраст до формальних помилок
Формальні помилки є дедуктивно недійсними аргументами. Вони представляють особливий інтерес для сфери формальної логіки, але вони можуть пояснити лише невелику кількість відомих помилок, наприклад, для підтвердження консеквенту або заперечення антецеденту. Багато інших помилок, які використовуються в природній мові, наприклад, у рекламі чи політиці, включають неформальні помилки. Наприклад, хибні дилеми або хибне коло є помилками, незважаючи на те, що вони дедуктивно дійсні. Вони вивчаються неформальною логікою. Частково складність аналізу неформальних помилок пов'язана з тим, що їх структура не завжди чітко виражена природною мовою. Іноді певні ключові слова, такі як «тому що», «тому», «оскільки» або «отже», вказують, які частини виразу складають засновки, а які — висновок. Але в інших випадках ця відмінність залишається неявною, і не завжди очевидно, які частини слід визначити як засновки та висновки. Багато неформальних аргументів включають ентимематичні засновки: засновки, які не сформульовані явно, але мовчазно припускаються. У деяких побутових чварах і політичних дебатах з самого початку не зрозуміло, про що сперечаються обидві сторони і які тези мають намір відстоювати. Іноді функція дебатів більше полягає в тому, щоб прояснити ці попередні моменти, ніж висунути фактичні аргументи.
Розрізнення між формальними та неформальними помилками виступає проти дедуктивістів, які вважають, що дедуктивна недійсність є причиною всіх помилок. Один із способів пояснити, що деякі помилки не здаються дедуктивно недійсними, полягає в тому, щоб вважати, що вони містять різні приховані припущення, як це зазвичай буває для аргументів природною мовою. Ідея полягає в тому, що очевидні неформальні помилки можна перетворити на формальні помилки, зробивши всі ці припущення явними і тим самим виявивши дедуктивну недійсність. Твердження, що це можливо для всіх помилок, не є загальновизнаним. Однією з вимог формального трактування є переклад розглянутих аргументів на мову формальної логіки, процес, відомий як «формалізація». Часто в цьому процесі доводиться ігнорувати багато тонкощів природної мови. Деякі масиви знань можна формалізувати без особливих залишків, але інші протистоять формалізації. Це також вірно для багатьох неформальних помилок.

## Інші підходи
Традиційний підхід до помилок отримав багато критики в сучасній філософії. Ця критика часто базується на аргументі, що деякі з передбачуваних помилок взагалі не є помилковими або, принаймні, не в усіх випадках. Було запропоновано різні альтернативні підходи до того, як слід осмислювати аргументи та помилки. Ці альтернативи часто спрямовані на те, щоб показати, що, враховуючи їх точку зору, можна оцінити, чи є передбачувана помилка насправді помилковою в даному випадку. Діалогічний підхід використовує теоретико-ігрову основу для визначення аргументів і розглядає помилки як порушення правил гри. Згідно з епістемічним підходом, метою аргументів є розширення наших знань, забезпечуючи міст від уже обгрунтованих переконань до ще не обгрунтованих переконань. Помилки — це аргументи, які не досягають цієї мети через порушення правила епістемічного обґрунтування. Було припущено, що може не існувати єдиної основи для оцінки всіх помилок, а лише безліч ідеалів, згідно з якими даний аргумент може бути хорошим чи поганим.

### Діалогічний підхід
Діалогічний підхід розглядає аргументи не просто як низку засновків разом із висновком, а як мовленнєвий акт у діалозі, метою якого є раціональне переконання іншої особи у власній позиції. Відому версію цього підходу захищає Дуглас Н. Волтон. Відповідно до його теоретико-ігрової концепції, діалог — це гра між двома гравцями. На початку кожен гравець має намір висловити ряд пропозицій і зробити висновок, який він має намір довести. Гравець виграв, якщо він зміг переконати суперника у власному висновку. У цьому сенсі діалоги можна охарактеризувати як «ігри на переконання». Гравці можуть виконувати різні рухи, які проявляють прихильність до того, чому вони віддані. У цій структурі аргументи — це кроки, які беруть переконання опонента як засновки та ведуть до висновку, який намагаються довести. Оскільки це часто неможливо безпосередньо, здійснюються різні проміжні кроки, під час яких кожен аргумент робить кілька кроків до наміченого висновку, пропонуючи проміжний висновок, який опонент може прийняти. Ця гра регулюється різними правилами, які, серед іншого, визначають, які ходи дозволені та коли. Діалогічний підхід дає змогу розрізнити позитивні аргументи, що підтверджують власний висновок, і негативні аргументи, які заперечують висновок опонента.
З цієї точки зору помилки визначаються як порушення правил діалогу. Вони є «оманливо поганими аргументами, які перешкоджають просуванню діалогу». Наприклад, помилка «опудало» полягає в тому, що опоненту неточно приписують слабку позицію, а потім доводять цю позицію, щоб зробити власний висновок. Ця помилка є не помилкою логіки в строгому сенсі, а діалогічною: висновок також може випливати з цих засновків, але опонент не дотримується цих переконань. У деяких випадках від гри до гри різниться, чи вважається певний хід помилкою чи ні. Наприклад, є випадки, коли tu quoque «помилка» взагалі не є помилкою. Цей аргумент, також відомий як звернення до лицемірства, намагається дискредитувати аргумент опонента, стверджуючи, що поведінка опонента несумісна з висновком аргументу. Цей крок не обов'язково порушує правила діалогу. Натомість він може виявити слабкість у позиції опонента, відводячи його критику на себе. Цей хід перекладає тягар доведення назад на опонента, тим самим зміцнюючи власну позицію. Але це все одно є помилкою, якщо він використовується лише для того, щоб уникнути суперечки.

### Епістемічний підхід
Основна ідея епістемічного підходу полягає в тому, що аргументи відіграють епістемічну роль: вони спрямовані на розширення наших знань, забезпечуючи міст від уже обґрунтованих переконань до ще не обґрунтованих переконань. Помилки — це аргументи, які не досягають цієї мети через порушення правила епістемічного обґрунтування. Це пояснює, наприклад, чому аргументи, які випадково є дійсними, все одно є певним чином хибними: тому що у самого сперечальника немає вагомої причини вірити висновку.
Помилка ставлення запитання, з цієї точки зору, є помилковою, оскільки вона не розширює наші знання, надаючи незалежне обґрунтування свого висновку. Натомість висновок уже передбачається в одному із його засновків. Суто логічний підхід, з іншого боку, не може пояснити хибну природу постановки запитання, оскільки аргумент є дедуктивно дійсним.
Байєсівський підхід є особливою формою епістемічного підходу. Байєсіанство трактує ступені віри як суб'єктивні ймовірності, тобто як ступінь упевненості віруючого в тому, що теза, в яку він вірить, істинна. З цієї точки зору міркування, засноване на аргументі, можна інтерпретувати як процес зміни власних переконань, зазвичай у відповідь на нову вхідну інформацію. Помилки є імовірнісно слабкими аргументами, тобто вони мають низьку ймовірність у байєсівській моделі. Чи є аргумент помилковим чи ні, залежить від довіри людини, яка оцінює аргумент. Це означає, що те, що є помилкою для одного сперечальника, може бути вагомим аргументом для іншого. Це пояснює, чому, намагаючись переконати когось, потрібно враховувати переконання аудиторії. Але він також може надати сенсу аргументам, незалежним від аудиторії, на відміну від діалогічного підходу.
Ця перспектива добре підходить для пояснення того, чому деякі аргументи слизького шляху є помилковими, а інші ні. Аргументи про слизький шлях виступають проти певної пропозиції на основі того факту, що ця пропозиція принесе з собою причинно-наслідковий ланцюг подій, які врешті призведуть до поганого результату. Але навіть якщо кожен крок у цьому ланцюжку є відносно ймовірним, імовірнісне обчислення все одно може виявити, що ймовірність того, що всі кроки відбуватимуться разом, досить мала. У цьому випадку аргумент буде помилковим. Але аргументи про слизький шлях є раціонально обгрунтованими, якщо відповідні ймовірності достатньо високі.

## Типи
У науковій літературі обговорюється велика різноманітність неформальних помилок. Існують суперечки як щодо того, чи справді даний аргумент є помилкою в усіх його випадках, так і щодо того, як різні помилки слід групувати разом у категорії. Категоризація тут відповідає пропозиціям, які зазвичай зустрічаються в академічній літературі в цих або подібних термінах. Він розрізняє помилки двозначності, які мають коріння в двозначній або розпливчастій мові, помилки презумпції, які включають хибні або необгрунтовані засновки, і помилки релевантності, в яких засновки не мають відношення до висновку, незважаючи на те, що здається інакше. Були запропоновані інші класифікації, і деякі помилки в цій класифікації також можна було б згрупувати в іншій категорії.

### Помилки двозначності
Джерело помилок двозначності полягає у використанні мови. Це пов'язано з тим, що багато термінів у природній мові мають неоднозначне або розпливчасте значення. Неоднозначні терміни мають кілька значень, тоді як розпливчасті терміни мають незрозуміле значення. Помилки двозначності часто призводять до просто словесних суперечок: сторони, що сперечаються, мають на увазі різні теми і тому говорять одна про одну, не усвідомлюючи цього. Один із способів уникнути або розв'язати ці помилки — уточнити мову, наприклад, шляхом додавання визначень і введення нових відмінностей. Такі переформулювання можуть включати конденсацію вихідного аргументу, щоб полегшити виявлення помилкового кроку.
Можливо, найкращим прикладом помилок двозначності є помилка двозначності, у якій той самий термін з'являється з двома різними значеннями в засновках, наприклад:
Усі осли [тварини] мають довгі вуха.
Карл&nbsp;— осел [простодушна людина].
Тому у Карла довгі вуха.
Двозначності особливо важко виявити у випадках, коли два значення дуже тісно пов'язані одне з одним.
Помилка амфіболії також передбачає двозначність значення, але ця двозначність виникає не на рівні окремих термінів, а на рівні речення в цілому через синтаксичну неоднозначність, наприклад:
«Поліції сказали припинити вживання алкоголю в кампусі після опівночі.
Отже, тепер вони здатні реагувати на надзвичайні ситуації набагато краще, ніж раніше»
Згідно з одним тлумаченням, поліції заборонено вживати алкоголь. З іншого боку, тепер робота поліції — не дати іншим людям пити. Аргумент здається правдоподібним у першому читанні, але помилковим у другому.
Помилки поділу та композиції зумовлені двозначністю терміна «все» та подібних виразів. Цей термін має як збірне, так і розподільне значення. Наприклад, речення «всі громадяни достатньо сильні, щоб протистояти тирану» може означати, що всі разом достатньо сильні (колектив), або що кожен окремо є достатньо сильним (розподільний). Помилка поділу вчиняється, якщо з речення в колективному сенсі робиться висновок про те, що один конкретний індивід є достатньо сильним. Помилка композиції вчиняється, якщо з того факту, що кожен член групи має властивість, робиться висновок про те, що цією властивістю володіє вся група. Наприклад, «кожен член дослідницької групи був чудовим дослідником», отже, «це була чудова дослідницька група». Будь-яка форма помилкового перенесення властивості від цілого до його частин або навпаки належить до категорії помилок поділу та композиції, навіть якщо причиною не є мовна двозначність.

### Помилки презумпції
Помилки презумпції включають хибні або необгрунтовані засновки, але часто є дійсними в іншому випадку. Цей проблематичний засновок може мати різні форми, і віра в нього може бути викликана різними способами, що відповідають різним підкатегоріям у цій галузі. Ці омани включають натуралістичну оману, моралістичну оману та оману задуму.
Хибна дилема — це помилкове припущення, засноване на хибному диз'юнктивному твердженні, яке надмірно спрощує реальність, виключаючи життєздатні альтернативи. Наприклад, хибна дилема вчиняється, коли стверджується, що «Стейсі виступала проти капіталізму, тому вона повинна бути комуністкою». Один із виключених варіантів полягає в тому, що Стейсі не може бути ні комуністкою, ні капіталісткою. Наша схильність до хибних дилем може бути зумовлена тенденцією спрощувати реальність, упорядковуючи її через твердження або-або.
Для помилок узагальнення хибний засновок є результатом помилкового узагальнення. У разі помилки широкого узагальнення загальне правило неправильно застосовується до виняткового випадку. Наприклад, «[кожен] має право на свою власність. Тому, навіть якщо Джонса визнали божевільним, ви не мали права забрати його зброю»:147У цьому випадку узагальнення ігнорує те, що неосудність є винятковим випадком, до якого загальні права власності не застосовуються необмежено. Поспішне узагальнення, з іншого боку, включає зворотну помилку — зробити універсальний висновок на основі невеликої кількості випадків. Наприклад, «Я познайомився з двома людьми в Нікарагуа, і обидва вони були добрі до мене. Тому всі люди, яких я зустріну в Нікарагуа, будуть до мене добрі».
Постановка запитання є формою кругового міркування, в якому висновок уже передбачається в засновках. Через цей засновок не в змозі забезпечити незалежну підтримку висновку. Наприклад, твердження «Зелений — найкращий колір, тому що він найзеленіший з усіх кольорів» не пропонує жодної незалежної причини, крім початкового засновку для свого висновку. Виявлення цієї помилки може бути складним, якщо використовується участь складний аргумент із багатьма підаргументами, що призводить до великого кола.

### Помилки релевантності
Помилки релевантності включають засновки, які не мають відношення до висновку, незважаючи на те, що вони виглядають інакше. Завдяки їм все одно може вдасться переконати аудиторію завдяки емоційному навантаженню, наприклад, грі на упередженості, жалю чи страху.
Аргументи ad hominem становлять важливий клас серед помилок релевантності. У них сперечальник намагається атакувати тезу, атакуючи особу, яка цю тезу висловлює, замість того, щоб атакувати саму тезу. Відмова від теорії у фізиці через те, що її автор євреєм, що було поширеним у німецькій спільноті фізиків на початку 1930-х років, є прикладом помилки ad hominem. Але не всі аргументи ad hominem є помилковими. Звичайна й розумна практика в суді, наприклад, захищатися від обвинувачення, ставлячи під сумнів надійність свідків. Різниця між хибними та обгрунтованими аргументами ad hominem залежить від відповідності характеру атакуваної особи розглянутій тезі. Культурна спадщина автора, здається, у більшості випадків має дуже мало значення для теорій фізики, але надійність свідка в суді має велике значення для того, чи можна вірити його свідченням. Whataboutism — це особлива форма помилки ad hominem, яка намагається дискредитувати позицію опонента, звинувачуючи його в лицемірстві, без прямого спростовування або спростовування його аргументів. Це особливо пов'язано з радянською та російською пропагандою.
Аргумент від невігластва є ще однією помилкою через нерелевантність. Він заснований на засновку, що немає доказів для певного твердження. З цього засновка робиться висновок, що це твердження повинно бути хибним. Наприклад, «Ніхто ніколи не довів мені, що Бог є, тому я знаю, що Бога немає». Інша версія апеляції до незнання робить висновок про відсутність доказів проти твердження про те, що це твердження має бути правдивим.
Аргументи на основі аналогії також сприйнятливі до помилок релевантності. Аналогія — це порівняння двох об'єктів на основі подібності. Аргументи з аналогії передбачають висновки з інформації про відомий об'єкт (джерело) до особливостей невідомого об'єкта (ціль) на основі подібності між двома об'єктами. Аргументи з аналогії мають такий вигляд: a подібний до b і a має ознаку F, отже, ймовірно, b також має ознаку F. Обґрунтованість таких аргументів залежить від доречності цієї подібності до виведеної ознаки. Без цієї релевантності аргумент є хибною аналогією, наприклад: «Якщо дитина отримує нову іграшку, вона захоче нею пограти; отже, якщо нація отримає нову зброю, вона захоче нею скористатися».